# …zažít krachy – nevadí!
…zažít krachy – nevadí! (2003) je album písní autorské dvojice Jaroslav Uhlíř a Zdeněk Svěrák z televizního pořadu Hodina zpěvu. Obsahuje celkem sedmnáct skladeb, jež zpívají autoři spolu s dětským sborem Sedmihlásek.

## Seznam písniček
1. „Svět je malá škola“ (2:07)
2. „Datel“ (2:21)
3. „Moje teta Sylva“ (2:24)
4. „Ovádi“ (2:40)
5. „Zajíc na bobku“ (2:17)
6. „Umím prase zepředu“ (1:54)
7. „Barvy“ (3:54)
8. „Hají“ (3:37)
9. „Nedorozumění“ (2:41)
10. „Horymír“ (2:15)
11. „Ulice, ulice“ (3:29)
12. „O původu jazzu“ (3:22)
13. „Na Žižkaperku“ (2:28)
14. „Zipy“ (2:10)
15. „Pizzicato“ (2:11)
16. „Stromy“ (3:09)
17. „Rodná hrouda“ (0:52)